# Oscar Pahlman
Oscar Adam Pahlman, född 25 januari 1839 i Åbo, död där 12 april 1935, var en finländsk organist.
Pahlman studerade 1862–1964 i Dresden, blev 1866 organist i Vasa och 1876 i Åbo domkyrka. Jämte Carl Wasenius grundade han 1878 Åbo klockare- och organistskola, där han verkade som lärare till 1928, och med undantag av åren 1882–1985 även som föreståndare. Han komponerade körsånger, orgelstycken, en mässa med mera.
Han var bror till violinisten Emil Pahlman.